# Max Brooks
Maximillian Michael Brooks (Nueva York, 22 de mayo de 1972), más conocido como Max Brooks, es un escritor, guionista y actor de voz estadounidense. Es conocido por su novela Guerra mundial Z: Una historia oral de la guerra zombi, que tuvo una adaptación cinematográfica en 2013. Es hijo del director Mel Brooks y de la fallecida actriz Anne Bancroft.

## Biografía
Brooks ha seguido los pasos de su padre creando parodias en forma literaria. Desde 2000 a 2003, fue miembro del equipo de guionistas del programa de televisión estadounidense Saturday Night Live. También ha trabajado ocasionalmente como actor en películas y series de televisión y ha puesto su voz en series de dibujos animados.
Es autor de "Zombi - Guía de supervivencia", publicada en el año 2003. El libro explica detalladamente cómo sobrevivir a un apocalipsis zombi. explicando desde qué es un zombi hasta cómo defenderse de uno y mantenerse a salvo.
El segundo libro de Brooks es "Guerra mundial Z: Una historia oral de la guerra zombi", novela que se ocupa de la supuesta guerra entre humanos y muertos vivientes por todo el planeta. El libro fue publicado en inglés el 12 de septiembre de 2006.
El 21 de junio de 2013 se estrenó la adaptación cinematográfica con título homónimo dirigida por Marc Forster, protagonizada por Brad Pitt y distribuida por Paramount Pictures. El recibimiento de la película por parte de la crítica fue muy diverso, buena parte de sus críticas fueron negativas y se centraron en las pocas similitudes existentes entre el libro y la película, aunque esto no evitó su éxito en taquilla, donde  World War Z recaudó más de 540 millones de dólares.

## Otros trabajos
Brooks también ha aparecido como actor en "Roseanne", "Pacific Blue" y "7th Heaven". También ha puesto su voz en series de animación como "Batman Beyond", "Buzz Lightyear of Star Command" y "Justice League".